# ITA Júnior
ITA Júnior é uma empresa júnior brasileira de consultoria tecnológica cujos membros são alunos de graduação do Instituto Tecnológico de Aeronáutica (ITA). A empresa foi formada em 1992 através de uma parceria dos alunos do ITA com a instituição e sua sede está localizada no Departamento de Ciência e Tecnologia Aeroespacial (DCTA), em São José dos Campos, São Paulo.
O grupo de consultores da ITA Júnior é formado por alunos dos cursos de graduação do ITA, e os projetos recebem a orientação de um professor doutor do Instituto na área requisitada. Os serviços oferecidos atualmente pela empresa encontram-se nas áreas de análise de estruturas, otimização do transporte aéreo, pesquisa operacional e tecnologia da informação.
O objetivo da ITA Júnior, assim como de outras empresas juniores, é promover o contato entre o meio acadêmico e o mercado de trabalho. Assim, ela possui um sistema de parceria cooperativa com a MBA Empresarial, a Bain & Company, o Banco Itaú e a Ambev. Esse sistema consiste em ajudar o fortalecimento da marca de seus parceiros enquanto recebe treinamentos e indicações para a realização de projetos.
A ITA Júnior também já realizou projetos para a Johnson & Johnson, a Tetra Pak a SAE Brasil, a Rhodia e a ABC Dados Informática. Além disso, a empresa foi responsável pela tradução do software Visual Studio 2010, da Microsoft, para o português.